# Ніку Константінеску
Ніку Константінеску (рум. Nicu Constantinescu, при народженні Ніку Кінцеску (рум. Nicu Chinţescu); нар. 1840, Крайова — 21 квітня 1905) — румунський політик ліберальних поглядів, примар міста Бузеу протягом 5 термінів (1883—1888, 1889—1890, 1890—1892, 1895—1899 та 1901—1905) та депутат від  Національної ліберальної партії.

## Примар Бузеу
Як мер Бузеу, в той час як примарія не мала свого власного офіса, Константінеску наказав побудувати в центрі міста ратушу, яка й сьогодні є будівлею-символом Бузеу.